# André Comte-Sponville

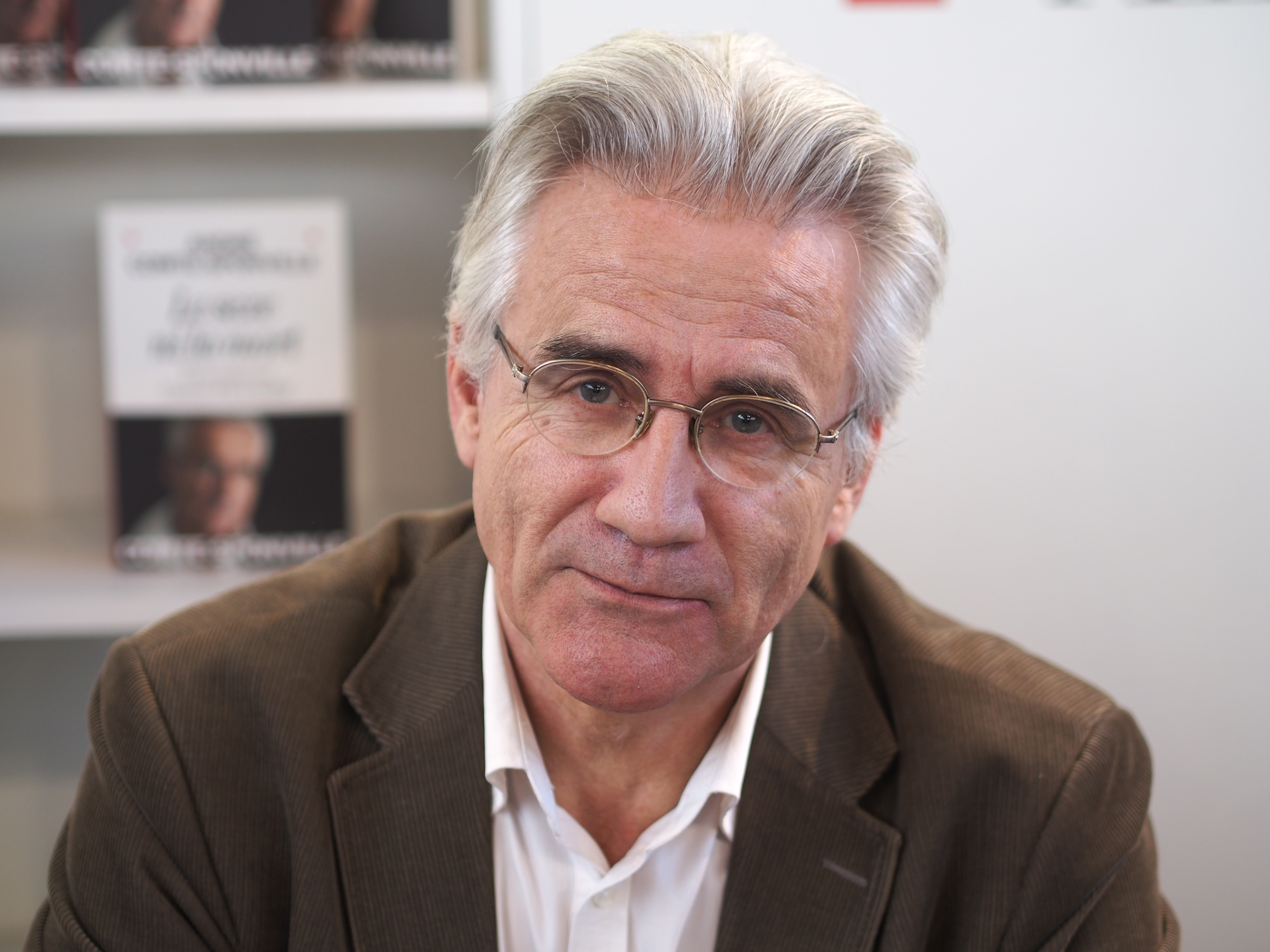
André Comte-Sponville (2014).

André Comte-Sponville (* 12. März 1952 in Paris) ist ein französischer Philosoph. Er war bis 1998 Professor an der Sorbonne und arbeitet heute als freier Schriftsteller.

## Leben
Comte-Sponville studierte Philosophie an der École normale supérieure und wurde 2008 in den Nationalen Ethikrat (Comité consultatif national d’éthique) berufen. Er wurde in Deutschland vor allem bekannt durch sein Bekenntnis zum Atheismus.

## Thesen
Comte-Sponville argumentiert zwar gegen die Existenz Gottes, findet aber viele Haltungen des Glaubens für das menschliche Zusammenleben unerlässlich (siehe: Woran glaubt ein Atheist?) und knüpft damit an die Tradition des 1659 anonym erschienenen Theophrastus redivivus an.
In Ermutigung zum unzeitgemäßen Leben erläutert er Thesen der klassischen Philosophie und verbindet sie mit aktuellen Themen. So greift er im Kapitel über die Liebe die Vorstellungen aus Platons Symposion auf. Aus den Argumenten des Sokrates entwickelt er dessen Vorstellung von Eros als das Begehren des Entbehrten. Dann kommt er über die Philia (die genussvolle Liebe dessen, was da ist) hin zur Agape. Sie ist für ihn im christlichen Symbol des Kreuzestodes am idealtypischsten dargestellt, wobei er das „Mitleid“ des Buddhismus für die pragmatischere Variante hält. Dann argumentiert er mit Simone Weil: wenn Gott, der doch „alles“ ist, aus Liebe unsere Existenz zugelassen hat, dann gehe dies nur, indem er sich zurückgezogen hat. Die Agape Gottes, also seine vollständige Hingabe an uns, schaffe ihn selber ab. Da es religiöse Traditionen wie den Buddhismus gibt, die laut Comte-Sponville komplett auf einen Gott verzichten können, könnten auch wir insofern auf einen Gott verzichten.

## Werk (Auswahl)
- Ermutigung zum unzeitgemäßen Leben. Ein kleines Brevier der Tugenden und Werte (2010, Erstpublikation 1996), ISBN 3-499-62599-7
- Woran glaubt ein Atheist? Spiritualität ohne Gott (2008), ISBN 3-257-06658-9 (französische Originalausgabe 2006)
- Kann Kapitalismus moralisch sein? (2009), ISBN 978-3-257-06738-5
- Glück ist das Ziel, Philosophie der Weg (2010), ISBN 978-3-257-24191-4 (2000), ISBN 978-3-257-06768-2
- Liebe, Eine kleine Philosophie, (2014) Erster Essay aus: Le sexe ni la mort, ISBN 978-3-257-06890-0
- Sex, Eine kleine Philosophie, (2015) Zweiter Essay aus: Le sexe ni la mort, ISBN 978-3-257-06924-2